# Dilúvio

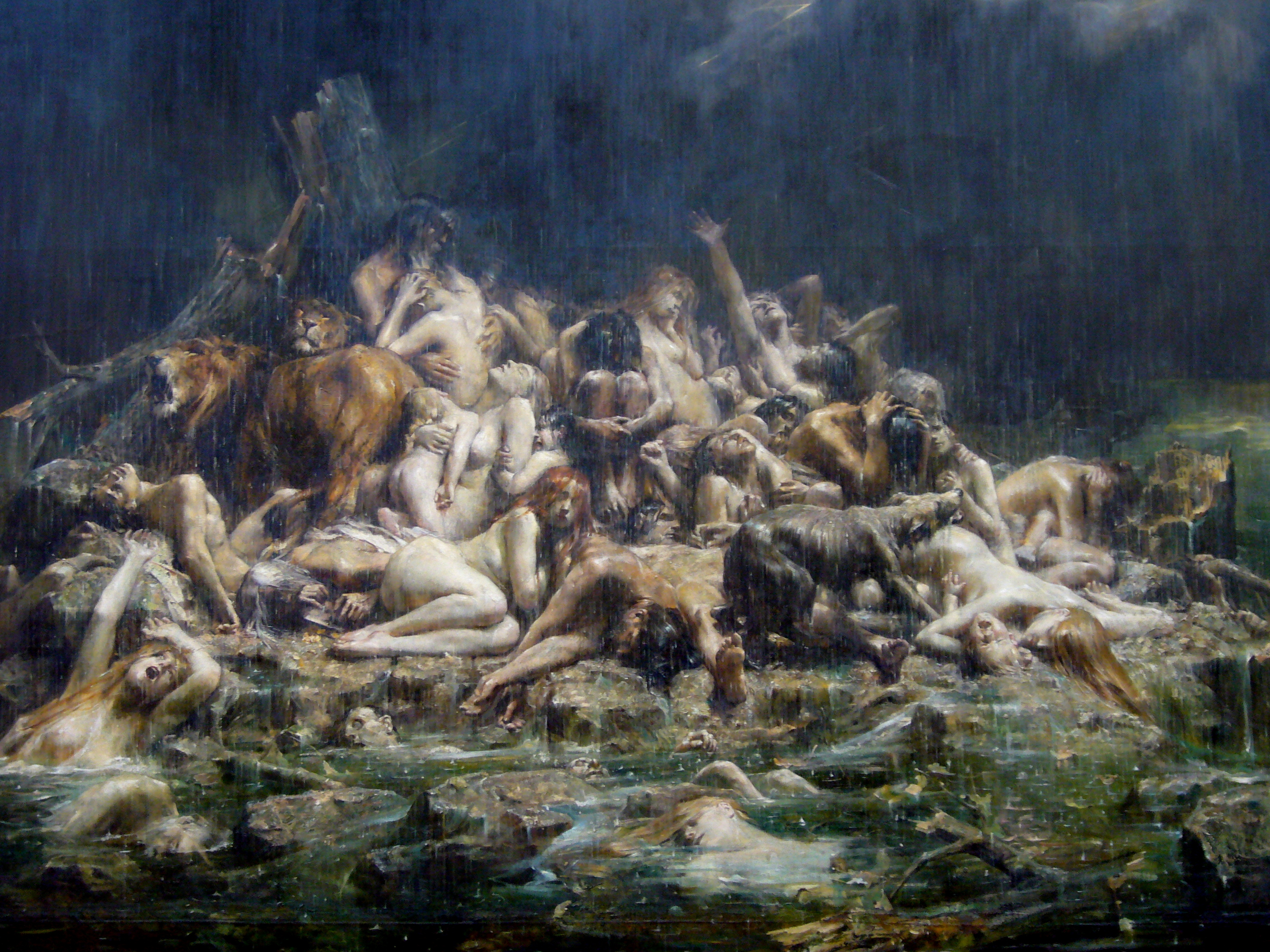
O Dilúvio de Noé e Companheiros (c. 1911) por Léon Comerre. Musée d'Arts de Nantes.

O mito do dilúvio é uma narrativa em que uma grande inundação, geralmente enviada por uma (ou várias) divindade(s), destrói a civilização, muitas vezes em um ato de retribuição. Paralelos são frequentemente feitos entre as águas da inundação e as águas primitivas de certos mitos de criação, sendo que a água é descrita como uma medida de limpeza ou purificação da humanidade, em preparação para o renascimento. A maioria dos mitos de inundação também contém um herói cultural, que "representa o desejo humano pela vida".
A temática mitológica do dilúvio é generalizada entre muitas culturas ao redor do mundo, conforme visto em histórias sobre inundações da Mesopotâmia; nos Puranas (livros religiosos hindus); em Deucalião, da mitologia grega; na narrativa do dilúvio no Gênesis; em mitos dos povos quichés e maias na Mesoamérica; na tribo Lac Courte Oreilles Ojibwa de nativos americanos da América do Norte e entre os chibchas e cañaris, na América do Sul.
A narrativa do dilúvio em Gênesis é encontrada na Bíblia Sagrada (capítulos 6 a 9 do Livro de Gênesis). A história fala da decisão de Deus em retornar a Terra para a seu estado aquoso de caos pré-criação para, em seguida, refazê-lo em uma reversão de criação. A narrativa tem fortes semelhanças com partes do Épico de Gilgamesh, que antecede o Livro de Gênesis.
Um dilúvio global é inconsistente com os resultados físicos da geologia, da paleontologia e da distribuição global de espécies. Um ramo do criacionismo conhecido como geologia diluviana é uma tentativa pseudocientífica de argumentar que tal dilúvio global de fato ocorreu.

## Mitologia

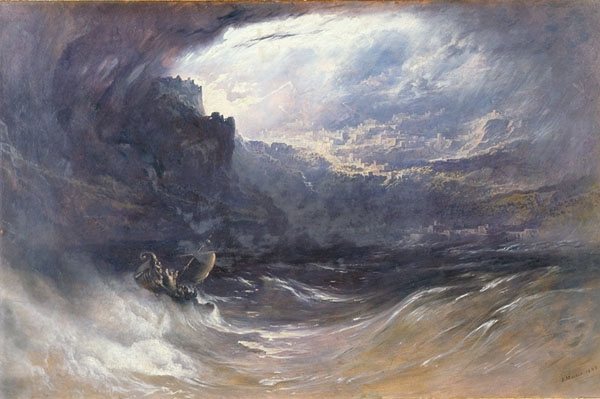
O Dilúvio, por John Martin, 1834

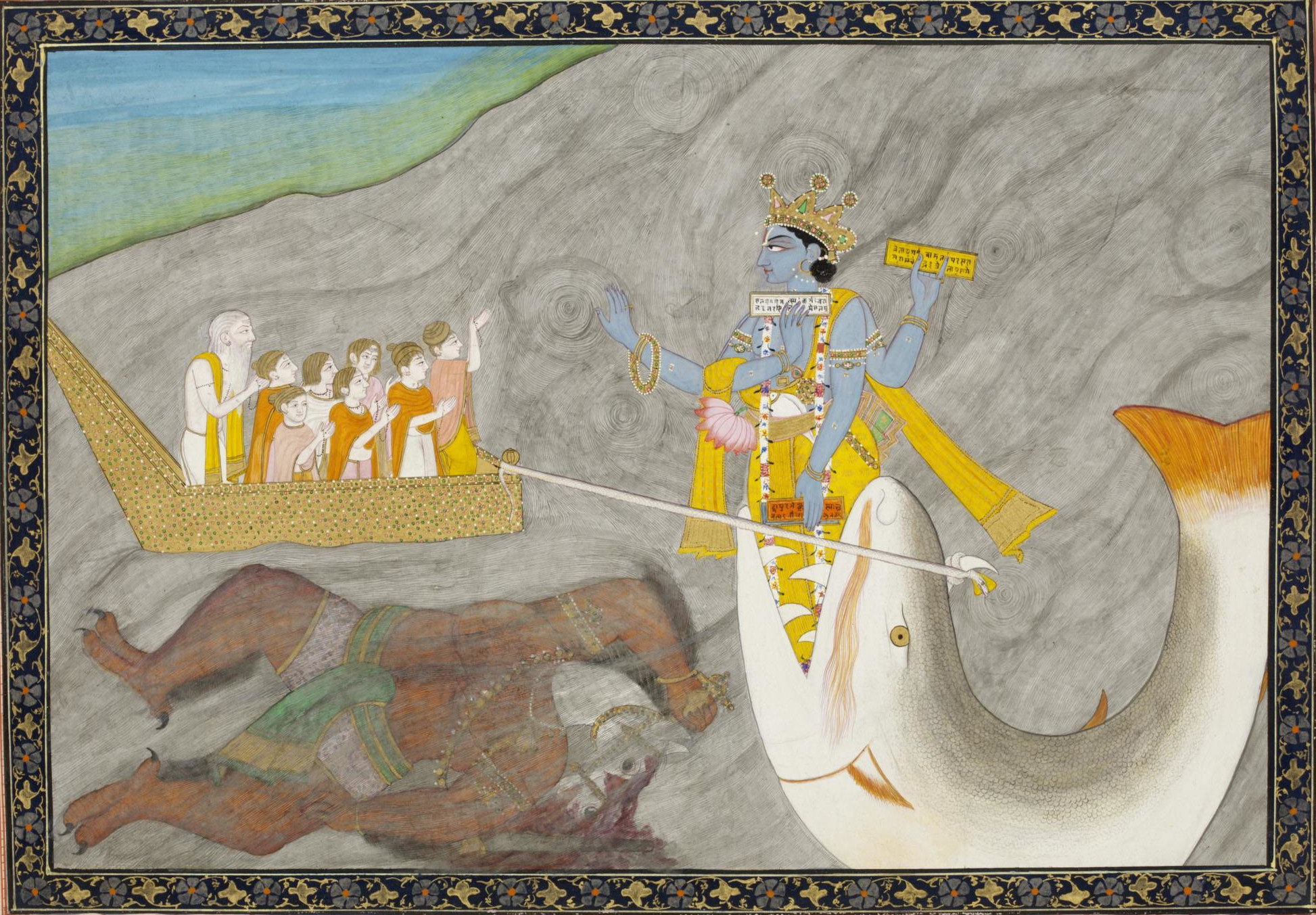
Matsya, avatar do deus Vixnu, puxa o barco de Manu, depois de ter derrotado o demônio

As histórias de inundação da Mesopotâmia dizem respeito aos épicos de Ziusudra, Gilgamexe e Atrahasis. A Lista Real Sumeriana, por exemplo, baseia-se numa inundação para dividir sua história em períodos pré-diluvianos e pós-diluvianos. Os reis pré-diluvianos tinham enorme expectativa de vida, enquanto que a dos pós-diluvianos foi muito reduzida. O mito do dilúvio sumério é encontrado no épico de Ziusudra, que ouviu o conselho divino para destruir a humanidade, no qual ele construiu uma embarcação que navegasse pelas grandes águas. Na versão de Atrahasis, o dilúvio é uma inundação pluvial.
No século XIX, o assiriologista George Smith traduziu o relato babilônico do Grande Dilúvio. Outras descobertas produziram várias versões do mito do dilúvio mesopotâmico, encontrado em uma cópia de 700 a.C. do Épico de Gilgamexe. Neste trabalho, o herói, Gilgamexe, encontra o homem imortal Utnapistim, que descreve como o deus Ea o instruiu a construir um enorme navio antes de uma grande inundação divina que iria destruir o mundo. A embarcação iria salvar Utnapistim, sua família, seus amigos e seus animais.
Na mitologia hindu, textos como o Satapatha Brahmana mencionam a história purânica de um grande dilúvio, em que o Matsya, o avatar do deus Vixnu, adverte o primeiro homem, Manu, sobre um dilúvio iminente e também aconselha-o a construir um barco gigante.
Na narrativa sobre um dilúvio encontrada no Gênesis da Bíblia Hebraica, Deus decide inundar a terra por causa da profundidade do estado pecaminoso da humanidade. O justo (aquele que segue as diretrizes divinas) Noé recebe instruções para construir uma arca. Quando a arca é concluída, Noé, sua família e representantes de todos os animais da Terra são chamados para embarcar. Quando o dilúvio destrutivo começa, toda a vida do lado de fora da arca perece. Após as águas baixarem, todos aqueles a bordo desembarcam e têm a promessa de Deus de que Ele nunca vai julgar a terra com um dilúvio novamente. Ele dá o arco-íris como sinal desta promessa.
Em Timeu, de Platão, Timeu diz que por causa da corrida pelo bronze os seres humanos vinham fazendo guerras constantemente, o que deixou Zeus irritado e fez com que decidisse punir a humanidade com uma inundação. Prometeu, o titã, sabia disso e contou o segredo para Deucalião, aconselhando-o a construir uma arca, para ficar a salvo. Depois de nove noites e dias, a água começou a recuar e a arca desembarcou no Monte Parnaso.

## Hipótese histórica

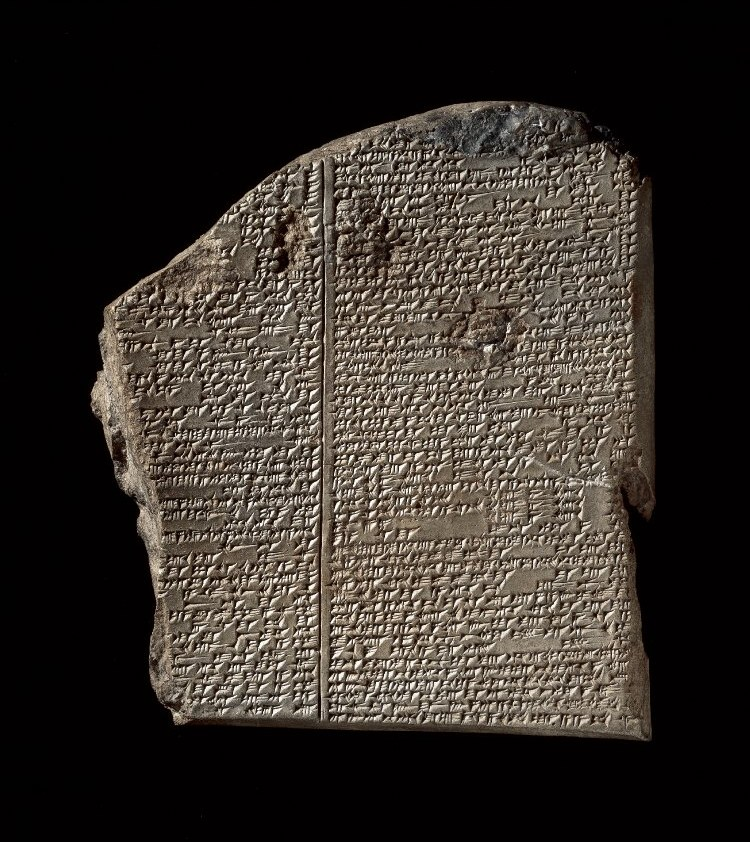
Tábua de Gilgamexe

Um dilúvio de alcance mundial, como o descrito no livro de Gênesis, é incompatível com a compreensão científica moderna da história natural, especialmente a geologia e paleontologia, carecendo de evidências arqueológicas básicas.
Entre as hipóteses sobre uma inundação real está o aumento do nível do mar depois do fim da era do gelo. Outra hipótese é que um meteoro ou cometa caiu no oceano Índico em torno de 3000-2 800 a.C., o que gerou um tsunami gigante que inundou terras costeiras.
Escavações no Iraque, local da antiga Mesopotâmia, revelaram evidências de inundações localizadas em Xurupaque (atual Tel Fara) e várias outras cidades sumérias. Uma camada de sedimentos fluviais, datada de cerca de 2 900 a.C. através de radiocarbono, interrompe a continuidade do assentamento, que se estende para o norte até a cidade de Quis, que assumiu a hegemonia após o dilúvio. Cerâmicas policromadas do período Jemdet Nasr (3000-2 900 a.C.) foram descobertas imediatamente abaixo do estrato da inundação em Xurupaque. Outros locais, como Ur, Quis, Uruque, Lagaxe e Nínive, também apresentam evidências de inundações. No entanto, estas evidências vêm de diferentes épocas e períodos. Geologicamente, a inundação de Xurupaque coincide com o surgimento do deserto do Saara e parece ter sido um evento localizado causado pelo represamento do rio Karun através da disseminação de dunas, por inundações no Tigre e por chuvas fortes em simultâneo na região de Nínive, o que levou toda a água para o rio Eufrates. Em Israel, por exemplo, não existe evidência de uma inundação generalizada. Dadas as semelhanças na história do dilúvio da Mesopotâmia e do relato bíblico, parece que ambas têm uma origem comum.
A geografia da região mesopotâmica foi consideravelmente alterada com a expansão do golfo Pérsico depois do aumento do nível do mar após a última era do gelo. Os níveis globais do mar eram cerca de 120 metros mais baixos em torno de 18 000 anos atrás e subiram até 8 000 anos atrás, quando atingiram o patamar atual, uma média de 40 m acima do nível do golfo, que era uma enorme (800 x 200 km) região de baixa altitude e de terreno fértil da Mesopotâmia, onde acredita-se que a habitação humana pode ter sido forte em torno do oásis formado pelo golfo há 100 mil anos. Um aumento repentino nos assentamentos acima do nível atual da água é registrado há cerca de 7 500 anos.
A historiadora estadunidense Adrienne Mayor promoveu a hipótese de que os mitos de inundação globais foram inspirados em observações de homens da Antiguidade de conchas e fósseis de peixes em zonas do interior e de montanha. Os antigos gregos, egípcios e romanos documentaram a descoberta de tais restos nesses locais; os gregos acreditavam que a Terra tinha sido coberta por água em várias ocasiões, citando as conchas e os fósseis de peixes encontrados nos cumes das montanhas como evidências disto.
Sobre o mito de Deucalião, especula-se que um grande tsunami no mar Mediterrâneo, causado pela erupção de Tera (com uma data geológica de aproximadamente 1630-1 600 a.C., é a base histórica do mito. Embora o tsunami tenha atingido o sul do mar Egeu e Creta, não afetou cidades na Grécia continental, como Micenas, Atenas e Tebas, que continuaram a prosperar, indicando que o evento foi local, com efeitos de âmbito regional.
Também foi proposto que o mito do dilúvio que existe na América do Norte possa ser baseado no súbito aumento do nível do mar causado pelo rápido escoamento do lago Agassiz no final da última era gelo, há cerca de 8.400 anos.
Uma das hipóteses mais recentes e bastante controversas de inundações a longo prazo é a hipótese do dilúvio do Mar Negro, que defende um diluvamento catastrófico cerca de 5600 a.C do Mar Mediterrâneo para o Mar Negro. Para os defensores desta hipótese, tal evento teria tido importantes repercussões na proto-história do antigo Oriente Próximo e do Mediterrâneo Oriental, podendo até ter dado origem aos mitos mesopotâmicos e bíblicos do dilúvio universal. Vale lembrar que a cerca de 5600 a.C, o conhecimento de "mundo" era extremamente limitado e, por isso, os povos que poderiam ter sido atingidos por esta catástrofe ambiental podem ter acreditado que as terras atingidas fossem a totalidade do planeta Terra. No entanto, uma revisão da literatura de 2022 concluiu que não havia provas suficientes para um cenário de inundação catastrófica na região. Era mais provável que as próprias águas do Mar Negro escoassem gradualmente para o Mediterrâneo. Também não houve evidências arqueológicas de evacuação humana da área durante o período relevante.
A hipótese literal de um dilúvio mundial, como descrito em Gênesis, é incompatível com a compreensão moderna da história natural, especialmente a geologia e a paleontologia. Para comparar: alguns dos maiores tsunamis da história, resultantes do impacto de Chicxulub, há 66 milhões de anos, atingiram somente as Américas inteiras (ou quase todo o Hemisfério Ocidental).